# Dunning (Schotland)
Dunning is een dorp met ongeveer 1000 inwoners in de Schotse lieutenancy Perth and Kinross in het gelijknamige raadsgebied Perth and Kinross. Het dorp is grotendeels gebouwd rond de twaalfde-eeuwse kerk St Serf's Church. In deze kerk bevindt zich het pictische Dupplin Cross dat stamt uit het einde van de achtste of het begin van de negende eeuw.